# Metodo di falsa posizione in Fibonacci
Il metodo di falsa posizione, detto anche regula falsi, è un antico metodo iterativo per la risoluzione di problemi matematici che attualmente tendono a essere sviluppati attraverso l'utilizzo di equazioni o di sistemi d'equazioni lineari. Questo metodo compare per la prima volta nel papiro di Rhind, ma è ancora utilizzato nel XIII secolo nel Liber abbaci di Leonardo Fibonacci.
Il metodo prevede di attribuire un qualunque valore, anche falso, all'incognita da determinare. Il valore esatto viene successivamente ricavato mediante una proporzione aritmetica.

## Esempio di soluzione di un'equazione lineare
Un esempio utile per comprendere questo metodo è il problema 24 del papiro di Rhind. Il problema mostra come determinare una certa quantità che, sommata alla propria settima parte, dia come risultato 19.
In termini algebrici moderni il problema può essere risolto attraverso l'utilizzo di un'equazione, ovvero indicando la quantità incognita con la lettera x e "traducendo" il testo nella scrittura {\displaystyle x+{\frac {1}{7}}x=19}. Risolvendo l'equazione, si ottiene che x, cioè la quantità di cui si parla nel problema, è pari a 133/8.
La stessa soluzione può essere trovata anche con il metodo di falsa posizione: per prima cosa, si sceglie in modo arbitrario un valore (per esempio il numero 7) e, successivamente, si risolve il problema sostituendo questo valore alla quantità da determinare e verificando il risultato. Per l'esempio considerato, si somma 7 alla sua settima parte, ottenendo in questo {\displaystyle 7+1=8} anziché 19.
Per pervenire al valore esatto dell'incognita, si può ricorrere alla proporzione matematica 7:8=x:19. Per trovare l'incognita, si moltiplica il valore falso 7 per 19/8, ottenendo 133/8.

## Rappresentazione grafica del metodo di falsa posizione
È possibile visualizzare graficamente il metodo di falsa posizione mediante gli strumenti della geometria analitica. Per l'esempio considerato, tracciamo il grafico della retta di equazione {\displaystyle \,y=7/12x} (passante per l'origine) come in figura:
L'ascissa del punto {\displaystyle \,H_{fp}} è la 'falsa posizione' scelta, 24, e la sua ordinata è l'approssimazione corrispondente, 14; la soluzione cercata è invece l'ascissa del punto H di ordinata nota uguale a 21. Poiché il segmento {\displaystyle \,A_{fp}H_{fp}} è parallelo al segmento {\displaystyle \,AH}, i triangoli {\displaystyle \,OA_{fp}H_{fp}} e {\displaystyle \,OAH} hanno gli angoli corrispondenti uguali, dunque sono triangoli simili; questo implica che:
ovvero si riottiene la (1.2), dove h è il segmento OA.

## Soluzione di un sistema di due equazioni lineari
Il metodo presentato è applicabile anche a problemi riconducibili a sistemi di più equazioni lineari in più variabili. L'applicabilità del metodo, infatti, è legata alla linearità delle equazioni e non al numero delle variabili coinvolte.
Supponiamo di voler risolvere il seguente problema. Due uomini possiedono una certa somma di denaro. Se il primo uomo riceve 7 monete dal secondo, si trova ad avere 5 volte il denaro rimasto all'altro; se invece il secondo uomo riceve 5 monete dal primo, ha 7 volte quanto resta al primo. Vogliamo determinare quante monete hanno rispettivamente entrambi gli uomini.
Osserviamo che, se indichiamo con A la somma di denaro del primo uomo e con B la somma di denaro dell'altro, il problema è equivalente a un sistema di due equazioni lineari in due incognite:
Per prima cosa occorre stabilire qual è la parte di denaro attribuita a ciascun uomo rispetto alla somma totale. A tal fine, per visualizzare meglio il problema, lavoriamo come proposto da Fibonacci, con i segmenti mostrati in figura:
Supponiamo che il segmento .ab. (indichiamo i segmenti con la notazione usata nella traduzione in lingua inglese del Liber abbaci a cura di Laurence E. Sigler) sia la somma totale di denaro, .ag. sia la parte del primo, e .gb. ciò che possiede il secondo. Il punto d del segmento .gb. ed il punto e appartenente ad .ag. sono tali che si ha {\displaystyle .gd.=7} e {\displaystyle .eg.=5}. Allora
da cui segue che {\displaystyle .ab.=5.db.+.db.=.ae.+7.ae.}, ovvero {\displaystyle .db.=1/6.ab.} e {\displaystyle .ae.=1/8.ab.}. Perciò:
Inoltre:
Così .ab.  deve soddisfare l'equazione lineare:
Le espressioni ricavate nella (1.5) permettono quindi di ricondurre il sistema (1.4) all'equazione lineare precedente, che può essere risolta con la regula falsi. Scegliamo {\displaystyle .ab._{fp}=24} come falsa posizione; l'approssimazione ottenuta è:
Il valore esatto di .ab. si ha dunque applicando la regola del quarto proporzionale alla proporzione:
cioè:
Il denaro del primo uomo è così:
il denaro del secondo uomo è:

## Soluzione di un sistema di tre equazioni lineari
La regula falsi è applicabile ad un qualsiasi sistema di equazioni lineari avente soluzione, indipendentemente dal numero di variabili coinvolte.
Supponiamo per esempio, di voler risolvere un problema simile al precedente, in cui il denaro sia suddiviso fra tre uomini, partendo dalla conoscenza di tre fatti: se il primo uomo prende 7 monete dagli altri, ha 5 volte la loro somma di denaro; se il secondo prende 9 monete, ha 6 volte la somma rimasta al primo e al terzo, e quest'ultimo, con 11 monete, ha 7 volte quanto resta al primo e al secondo.
Trascriviamo il problema in simboli algebrici indicando con A, B, C rispettivamente il denaro del primo, del secondo e del terzo uomo; otteniamo il seguente sistema di tre equazioni lineari in tre variabili
Seguendo lo stesso procedimento usato per il problema precedente, cerchiamo innanzitutto di stabilire quanto denaro viene attribuito a ciascun uomo rispetto alla somma totale {\displaystyle T=A+B+C}. Se il primo uomo, ricevute 7 monete, ha 5 volte la quantità di denaro rimasta agli altri due, poiché
 allora
Analogamente si ricava che:
Le relazioni (1.8), (1.9), e (1.10) permettono di ricondurre il sistema (1.7) all'equazione lineare
risolvibile con la regula falsi. Se consideriamo come falsa posizione il minimo comun denominatore tra 6, 7, 8, cioè {\displaystyle \,T_{fp}=168}, il primo membro della (1.11) viene
approssimato a
Si ricava così la proporzione
da cui segue, per la regola del quarto proporzionale,
In particolare:

## Soluzione con il metodo diretto
Nel Liber abaci è proposta un'altra possibile soluzione per i sistemi lineari, attraverso il cosiddetto metodo diretto.
Mostriamo come tale metodo può essere applicato per esempio, al problema equivalente al sistema (1.4). Definiamo come ‘incognita' (=‘la cosa', nella terminologia di Fibonacci) un valore non noto, da determinarsi con la risoluzione del problema. Per comodità indichiamo l'incognita con la notazione odierna x. 
Nel nostro caso, consideriamo come incognita x la somma di denaro che resterebbe al secondo uomo, date 7 monete al primo, cioè {\displaystyle \,x=B-7}. Se il primo uomo, ricevute le 7 monete, ha 5 volte quanto rimane al secondo, allora {\displaystyle \,A=5x-7}.
Dalla seconda equazione del sistema (1.4), segue che {\displaystyle \,x+12=7(5x-12)}, cioè
Poiché, aggiungendo o togliendo uno stesso valore a due quantità uguali, l'uguaglianza non cambia, sommiamo 84 monete e sottraiamo x ad entrambi i membri dell'eq. (1.12). Si ottiene
A questo punto è sufficiente dividere entrambi i membri per 34 per determinare il valore dell'incognita {\displaystyle \,x=96/34=48/17}, da cui si ha {\displaystyle \,B=167/17} e {\displaystyle \,A=121/17}, come trovato precedentemente.
Tutti i problemi e i metodi algoritmici proposti da Fibonacci nel Liber abaci sono illustrati solo mediante descrizioni colloquiali, senza mai ricorrere a formule.
Il simbolismo algebrico inserito nelle spiegazioni precedenti, utilizzato per una maggiore comprensione del procedimento risolutivo, non esiste nel Liber abaci, così come la rappresentazione grafica della regula falsi, sviluppata con i metodi della geometria analitica.
Un altro metodo, deducibile da questo, è il metodo di doppia falsa posizione o metodo elchataym.
Per contrapporlo a quest'ultimo il metodo attuale viene detto metodo di falsa posizione semplice.